# Lista țărilor după cheltuielile militare

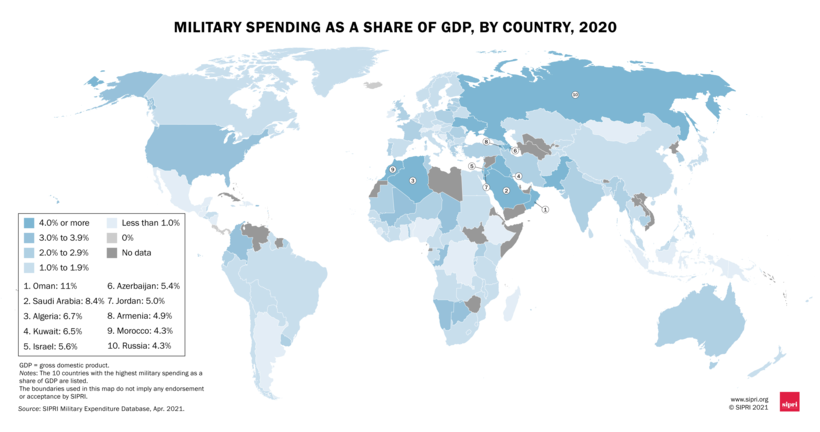
Harta globală a cheltuielilor militare ca procent din produsul intern brut din 2022, conform Stockholm International Peace Research Institute

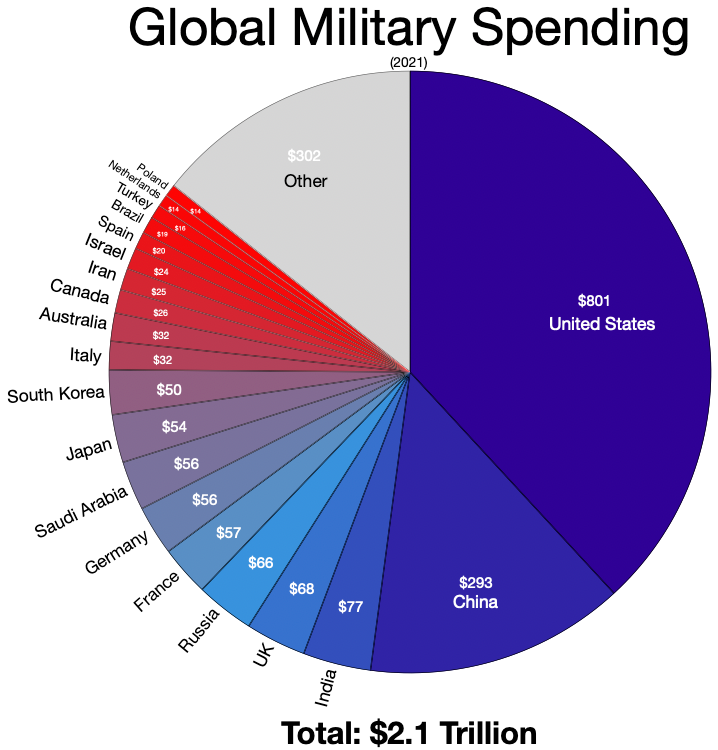
Cheltuielile militare globale în 2021

Lista țărilor după cheltuielile militare prezintă valorile anuale destinate cheltuielilor militare și sunt prezentate în dolari SUA, pe baza ratelor de schimb constante sau curente.

## Cheltuieli militare, total
Prima listă se bazează pe fișa informativă publicată de Stockholm International Peace Research Institute (SIPRI), care include o listă a celor mai mari 20 cheltuitori militari din lume din 2024, pe baza ratelor de schimb curente.
A doua listă se bazează pe ediția din 2025 pentru anul 2024 a raportului „Echilibrul militar”, publicat de Institutul Internațional pentru Studii Strategice (IISS), utilizând cursurile de schimb medii.
Unele surse susțin că cheltuielile militare din Rusia și China sunt de fapt mult mai mari decât cele din grafic, din cauza pieței captive și a parității puterii de cumpărare din acele țări
| Loc | Țară           | Buget (mld, US$) | % din PIB | % din bugetul total |
|     |                |                  |           |                     |
| --- | -------------- | ---------------- | --------- | ------------------- |
|     | Total global   | 2718,0           | 2,5       | 100%                |
| 01  | Statele Unite  | 997,0            | 3,4       | 37,0                |
| 02  | China          | 314,0            | 1,7       | 12,0                |
| 03  | Rusia          | 149,0            | 7,1       | 5,5                 |
| 04  | Germania       | 88,5             | 1,9       | 3,3                 |
| 05  | India          | 86,1             | 2,3       | 3,2                 |
| 06  | Regatul Unit   | 81,8             | 2,3       | 3,0                 |
| 07  | Arabia Saudită | 80,3             | 7,3       | 3,0                 |
| 08  | Ucraina        | 64,7             | 34        | 2,4                 |
| 09  | Franța         | 64,7             | 2,1       | 2,4                 |
| 10  | Japonia        | 55,3             | 1,4       | 2,0                 |
| 11  | Coreea de Sud  | 47,6             | 2,6       | 1,8                 |
| 12  | Israel         | 46,5             | 8,8       | 1,7                 |
| 13  | Polonia        | 38,0             | 4,2       | 1,4                 |
| 14  | Italia         | 38,0             | 1,6       | 1,4                 |
| 15  | Australia      | 33,8             | 1,9       | 1,2                 |
| 16  | Canada         | 29,3             | 1,3       | 1,1                 |
| 17  | Turcia         | 25,0             | 1,9       | 1,0                 |
| 18  | Spania         | 24,6             | 1,4       | 0,9                 |
| 19  | Țările de Jos  | 23,2             | 1,9       | 0,7                 |
| 20  | Algeria        | 21,8             | 8,0       | 0,7                 |

| Loc | Țară           | Buget (mld, US$) |
|     |                |                  |
| --- | -------------- | ---------------- |
| 01  | Statele Unite  | 968,0            |
| 02  | China          | 235,0            |
| 03  | Rusia          | 145,9            |
| 04  | Germania       | 86,0             |
| 05  | Regatul Unit   | 81,1             |
| 06  | India          | 74,4             |
| 07  | Arabia Saudită | 71,7             |
| 08  | Franța         | 64,0             |
| 09  | Japonia        | 53,0             |
| 10  | Coreea de Sud  | 43,9             |
| 11  | Australia      | 36,4             |
| 12  | Italia         | 35,2             |
| 13  | Israel         | 33,8             |
| 14  | Ucraina        | 28,4             |
| 15  | Polonia        | 28,0             |

## Ponderea cheltuielilor militare
Prima listă reprezintă un clasament al țărilor în funcție de ponderea cheltuielilor militare în PIB, mai precis, lista primelor 15 țări după cota procentuală din ultimii ani, respectiv suma cheltuită de o națiune pentru apărare ca pondere din PIB.
Cea de-a doua listă prezintă un clasament al țărilor în funcție de ponderea cheltuielilor militare din cheltuielile publice generale. 
Prima listă conține date publicate de SIPRI pentru anul 2024. A doua listă este din raportul „Military Balance 2021” al International  Institute for Strategic Studies pentru anul 2020.
| Loc | Țară           | % din PIB |
| --- | -------------- | --------- |
| 01  | Ucraina        | 34,48%[2] |
| 02  | Israel         | 8,78%     |
| 03  | Algeria        | 7,97%     |
| 04  | Arabia Saudită | 7,30%[2]  |
| 05  | Rusia          | 7,05%[2]  |
| 06  | Myanmar        | 6,79%[1]  |
| 07  | Oman           | 5,59%[2]  |
| 08  | Armenia        | 5,48%     |
| 09  | Azerbaidjan    | 4,99%     |
| 10  | Kuweit         | 4,84%     |
| 11  | Iordania       | 4,80%     |
| 12  | Burkina Faso   | 4,68%     |
| 13  | Mali           | 4,20%     |
| 14  | Polonia        | 4,15%     |
| 15  | Burundi        | 3,80%     |

| Loc | Țară                  | % din PIB |
| --- | --------------------- | --------- |
| 01  | Oman                  | 12,0      |
| 02  | Afganistan            | 10,6      |
| 03  | Liban                 | 10,5      |
| 04  | Kuweit                | 7,1       |
| 05  | Arabia Saudită        | 7,1       |
| 06  | Algeria               | 6,7       |
| 07  | Irak                  | 5,8       |
| 08  | Emiratele Arabe Unite | 5,6       |
| 09  | Azerbaidjan           | 5,4       |
| 10  | Maroc                 | 5,3       |
| 11  | Israel                | 5,2       |
| 12  | Iordania              | 4,9       |
| 13  | Armenia               | 4,8       |
| 14  | Mali                  | 4,5       |
| 15  | Qatar                 | 4,4       |